# ОШ Војвода Радомир Путник Џеп
ОШ „Војвода Радомир Путник” у Џепу, једна је од установа основног образовања на територији општине Владичин Хан.
Школа је основана 1887. године. Садашњи назив школа носи од 1992. године. Поред матичне школе постоје и издвојена одељења у: Мањаку, Ружићу, Kозници, Теговишту, Репишту, Љутежу и Мртвици. Наставу похађа око 150 ученика распоређених у 18 одељења.